# Francisco Luis Bernárdez

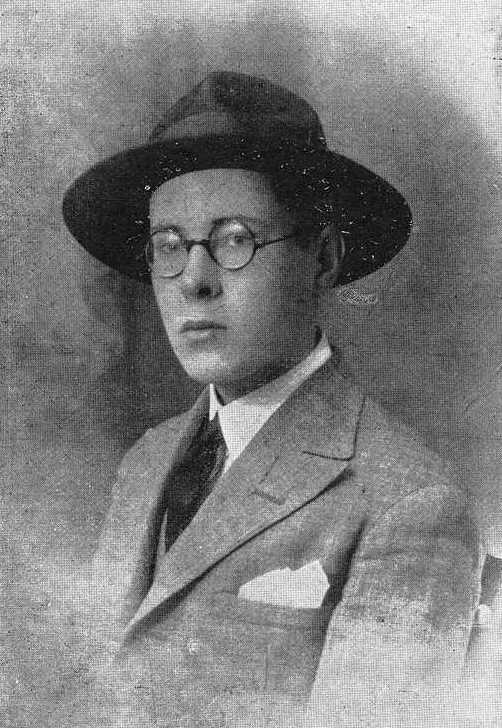
Francisco Luís Bernárdez (1922)

Francisco Luis Bernárdez (* 5. Oktober 1900 in Buenos Aires; † 24. Oktober 1978 ebenda) war ein argentinischer Diplomat und Schriftsteller.
Bernárdez lebte zwischen 1920 und 1924 in Vigo (Spanien), wo er als journalist tätig war und von der dort modernen Literatur sehr beeinflusst wurde. Nach seiner Rückkehr kam er über seine Freundschaft mit Roberto Arlt und anderen Schriftstellern zur Grupo Florida. In dieser Zeit hatte Bernárdez eine Anstellung als Journalist bei der Tageszeitung La Nación; später wechselte er zur Critico.
1948 nahm ihn die Academie Argentina de Letras als Mitglied auf.  Um 1950 berief ihn Präsident Juan Perón in den diplomatischen Dienst; er vertrat bis 1960 sein Land in Madrid. Nach seiner Rückkehr aus Spanien zog er sich bald aus der Öffentlichkeit zurück.

## Werke (Auswahl)
- El ángel de la guarda. 1949.
- Bazar. 1922.
- Cielo de tierra. 1937.
- La ciudad sin Laura. 1938.
- La copa de agua. 1963.
- Las estrellas. 1947.
- La flor. 1951.
- Orto. 1922.
- Poemas de cada día. 1963.
- Poemas de carne y hueso. 1943.
- Poemas nacionales. 1950.
- El riuseñor. 1945.
- Tres poemas católicos. 1959.